# Gonomyia (Gonomyia) principalis
Gonomyia (Gonomyia) principalis is een tweevleugelige uit de familie steltmuggen (Limoniidae). De soort komt voor in het Palearctisch gebied.